# Otus scops

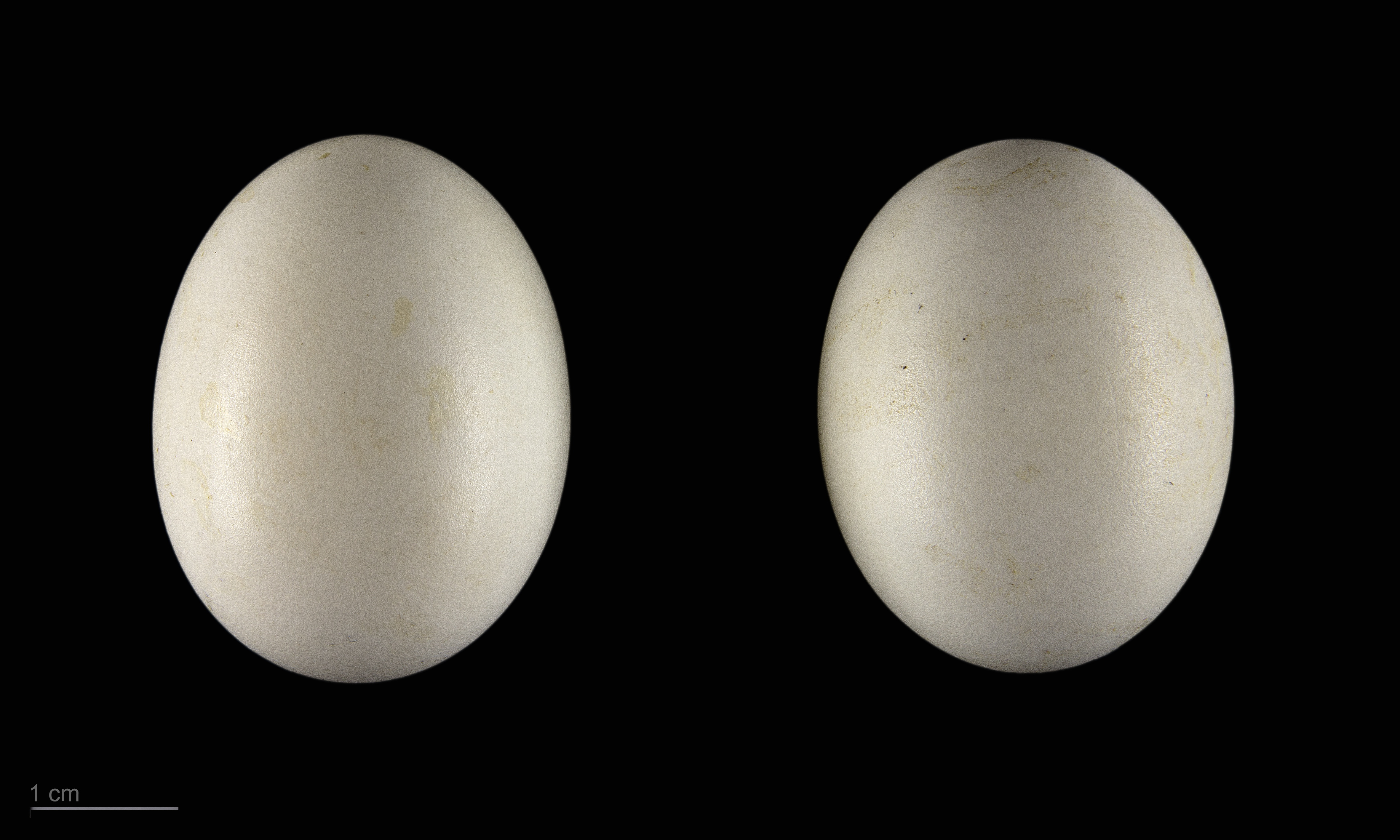
Otus scops - MHNT

Ciușul (Otus scops) face parte din familia Strigidae. Denumirea științifică este dată de latinescul „otus” pentru o bufniță cu urechi și grecul „skopos” - veghetor, gardian.
Este o pasăre mică cu o lungime de 19–21 cm și o anvergură de 47–54 cm. Greutatea este între 64 si 135 g . Nu prezintă dimorfism sexual. Capul și spatele sunt maro cu pete deschise la culoare, iar pe piept este de culoare deschisă cu pete maro, camuflându-se perfect pe fundalul de la scoarța arborilor. Pe cap prezintă două moțuri (urechi) din pene, vizibile mai ales când pasărea este în stare de alertă. Ochii sunt mari în raport cu corpul, de culoare galbenă. Această specie are un zbor direct, are aripi lungi și înguste, reflectând obiceiurile sale migratoare, spre sfârșitul lunii august începând zborul spre Africa, de obicei la sud de Sahara (sunt exemplare care ajung până în Africa de sud). Se reîntoarce începând cu luna aprilie, fiind singura răpitoare de noapte care migrează.
Specia este foarte răspândită, începând din Spania și Portugalia și până în Asia Centrală. În nord ajunge până în Belarus și Polonia, iar în sud cuibărește inclusiv în nordul Africii. În România o întâlnim în zonele de deal (inclusiv dealuri înalte), dar și în porțiunile cu vegetație de la câmpie. Rar apare în zona de munte (poate fi întâlnită prin munții din jud.  Hunedoara, Timiș și Caraș).
Este o pasăre discretă și cu un camuflaj perfect, prezența ei fiind detectată în special în perioada de reproducere, atunci când noaptea emite sunete specifice, un fluierat răsunător ritmic la intervale regulate de 2.6 secunde care se aude de la distanță. Se reproduce în pădure deschisă, parcuri și grădini.
Se hrănește predominant cu insecte, dar și alte nevertebrate cum ar fi: viermi, păianjeni etc. Uneori se hrănește și cu păsări mici, amfibieni, reptile și mici mamifere. Este o specie nocturnă.
În luna mai depune 3-4 ouă clocite doar de femelă, 24 - 25 de zile. Puii părăsesc cuibul după 21 - 29 de zile, dar sunt îngrijiți în continuare de către părinți aproximativ o lună. Nu formează colonii, fiecare pereche având un teritoriu propriu. Cuiburile (câteodată abandonate de alte păsări) sunt amplasate în scorburi de copaci sau găuri din clădiri.